# Jimmy Lusibaea
Jimmy Lusibaea (Jimmy „Rasta“ geb. 7. Juli 1970, Malu’u, Provinz Malaita, Salomonen) ist ein Politiker in den Salomonen.

## Leben
Lusibaea wurde in Malu’u, Provinz Malaita, geboren.
Er nahm sehr aktiv an den schweren ethnischen Konflikten in Guadalcanal und Malaita Anfang der 2000er teil. Damals fungierte er als eine Art warlord und war einer der Anführer der Malaita Eagle Force, einer Miliz die für Interessen der Zuwanderer von Malaita kämpfte, die aus Guadalcanal vertrieben werden sollten. Er ergab sich 2003, als die internationale Friedenstruppe Regional Assistance Mission to Solomon Islands (RAMSI) auf den Salomonen anlangte. Er wurde inhaftiert und wegen mehrerer Verbrechen angeklagt, unter anderem wegen Beteiligung an dem Mordversuch am Bankmanager Moses Garu. Die Anklage in diesem Fall wurde fallengelassen, weil Zeugen nicht aussagten. Er wurde jedoch für einen Raub aus dem Jahr 2000 zu einer Haftstrafe von fünf Jahren verurteilt. 2006 wurde er freigesprochen von der Anklage, zwei Spezial-Polizisten getötet zu haben, die angeblich auf seinem Gelände ermordet wurden.
Während der Inhaftierung fand er zur Religion und gründete nach seiner Freilassung ein Unternehmen. Er hatte heavy plant mechanics an der Afutara Vocational School gelernt und wurde Managing Director der Lion Heart Company, bevor er sich 2010 in der Politik engagierte.
Lusibaea begann seine politische Karriere als unabhängiger Kandidat für den Wahlkreis North Malaita bei den Wahlen im August 2010. Er wurde gewählt und zum Minister of Fisheries and Marine Resources in der Regierung von Premierminister Danny Philip ernannt. Im September warnte er, dass die Regierung ausländische Schiffe, die illegal in den Hoheitsgewässern der Salomoneninseln fischen, angreifen würde.
Im September 2010 wurde er erneut angeklagt wegen versuchten Mordes und geplanter schwerer Körperverletzung, Angriff auf einen Polizisten und Abfeuern einer Feuerwaffe auf öffentlichem Gelände im Jahr 2001. Im Einzelnen wurde er beschuldigt, den Police Officer Sam Manekeha am Kopf verletzt zu haben und den Zivilisten Robert Solo in beide Knie geschossen zu haben, während er als Kommandant der Malaita Eagle Force auftrat. Im November bekannte er sich schuldig im Bezug auf die Anklage wegen schwerer Körperverletzung und Angriff auf einen Polizisten und wurde wieder in Gewahrsam gebracht, um sein Urteil zu erwarten.
Während Lusibaea sein Urteil erwartete, erhielt er unerwartet Lob vom Oppositionsführer, Steve Abana, der erklärte, er sei beeindruckt von Lusibaeas Arbeit als Fischereiminister. Er stellte seine Errungenschaften bei den Verhandlungen mit Japan, Südkorea und Taiwan im November des Jahres heraus. Er hatte nämlich erfolgreich die Zugangsgebühr für ausländische Schiffe, die in den Gewässern der Salomonen fischen wollten, verdoppelt. Abana gab zu Protokoll:

„Mr. Lusibaeas herausragende Leistung und seine andauernde Unterstützung der Gemeinschaften hat viele Herzen berührt und das spricht laut und klar für die völlig veränderte Persönlichkeit, die er nun ist, als damals, als die ethnischen Spannungen waren. Die Salomonen-Inseln brauchen enthusiastische Führer wie Mr. Lusibaea, die fähig sind zu lernen und ihre öffentlichen Pflichten mit ihren besten Fähigkeiten ausfüllen.“

Am 30. November wurde er zu zwei Jahren und neun Monaten Gefängnis für Angriff und schwere Körperverletzung verurteilt. Da sein Urteil auf mehr als sechs Monate Gefängnis lautete, verlor er seinen Sitz im Parlament und damit auch seinen Posten in der Regierung. Er wurde bereits am 14. Januar auf Bewährung entlassen, angeblich aufgrund guter Führung und für bereits erfolgte Rehabilitationsmaßnahmen. Seine vorzeitige Entlassung führte zu Empörung bei der Opposition. Der Führer der Opposition, Matthew Wale, forderte weitere Erklärungen und mutmaßte, dass die Regierung den Bewährungsausschuss gedrängt habe, Lusibaeas Entlassung zu beschleunigen.
Am 20. Januar reduzierte der Minister for Police, James Tora, Lusibaeas Haftstrafe auf einen Monat, wobei er seine Freiheiten nach section 38 des Correctional Service Act ausschöpfte. Dementsprechend war Lusibaea nicht mehr länger von seinen Ämtern enthoben und er nahm seine Arbeit im Parlament wieder auf. Die Opposition kündigte an, dass sie die Sache vor Gericht anfechten würden. Rodney Kingmele, der Präsident der Anwaltsvereinigung (Solomon Islands Bar Association), kritisierte ebenfalls die Entscheidung. Die Mitglieder der Regierung empfanden es offenbar als entscheidend, dass Lusibaea als Parlamentsmitglied der Regierungsmehrheit an den Abstimmungen teilnehmen könnte um eine bequeme Mehrheit im Angesicht von Parteiaustritten zu gewährleisten. Es war anfangs unklar, ob Lusibaea seinen Posten im Kabinett wieder einnehmen könnte, aber eine Liste der Minister im April 2011 zeichnete die Position des Fisheries Minister als vakant.
Am 17. Oktober urteilte das Oberste Gericht in dem Fall, der durch die Opposition vorgebracht worden war, dass der Minister for Police und das Parole Board nicht die Autorität gehabt hätten, das Urteil abzuändern, während sie wohl die Möglichkeit gehabt hätten, die Strafe zu erlassen. Damit hätten sie zwar die Ausführung der Strafe aufheben können, aber nicht die Verurteilung. Ein Urteil könne nur durch ein Berufungsgericht aufgehoben werden, oder durch eine Begnadigung durch die Monarchin. Damit blieb die Verurteilung bestehen und Lusibaea vom Parlament ausgeschlossen. Das Urteil kam gerade, als der Premierminister angekündigt hatte, Lusibaea wieder in seine Funktion als Fischereiminister einsetzen zu wollen.
Wenige Tage nachdem er erneut aus dem Parlament ausgeschlossen worden war, spendete Lusibaea einen Betrag von SI$ 74.700, um die Studiengebühren aller 26 Studenten aus seinem Wahlkreis zu begleichen, die zu der Zeit am Solomon Islands College of Higher Education studierten. Er kommentierte, dass er die „zukünftigen Führungskräfte von North Malaita unterstützen wolle“
Seine Entlassung aus dem Parlament führte zu den Nachwahlen am 1. August 2012.
Jimmy Lusibaea bat seine Frau, die zunächst zögerte, in den Nachwahlen anzutreten, hauptsächlich um für ihn im Parlament zu sein. Zu dieser Zeit war erst einmal vorher eine Frau ins Parlament gewählt worden: Hilda Kari (Abgeordnete 1989–2001). Jimmy Lusibaea erzählte später dem Magazin Repúblika, dass auch er gegen starke Vorurteile im Wahlkreis gegen eine Frau als Parlamentskandidatin ankämpfen musste:

„Tobaita, schon der Name unser Region selbst, bedeutet 'Männer sind größer und wichtiger als Frauen und das ist auch die Mentalität von uns Tobaitanern. Ich sagte ihnen drei Dinge: Erstens: Dass das Westminster-System der Regierung ein ausländisches Konzept ist mit einer Frau, Queen Elisabeth, als Oberhaupt. Es ist nicht eine kulturelle Größe, anderenfalls hätte ich Vika nicht als Kandidat vorgeschlagen. Zweitens: Ich sagte ihnen, wir brauchen Vika, damit sie unsere Arbeit weiterführt und die Programme, die wir begonnen haben, fortsetzt, und zuletzt stellte ich sie vor die Herausforderung, Geschichte zu machen, indem sie der erste Wahlkreis in der Provinz Malaita würden, die eine Frau ins Parlament wählt.“

Das Ehepaar errang die Unterstützung der politischen Anführer, Kirchenführer und Gemeindeführer und Vika Lusibaea versprach im Wahlkampf, die Arbeit ihres Mannes weiterzuführen.
Als unabhängige Kandidatin gegen neun Männer errang sie 49,2 % der Stimmen, mehr als drei Mal so viel, wie der nächste Herausforderer. Es gab einige Kontroversen um ihre Wahl, da Kritiker bemängelten, dass sie eingebürgert worden war und aus Fidschi stammte, und dass sie nur wenig Ausbildung hatte („limited literacy skills“).
Jimmy kehrte in den Wahlen 2014 als unabhängiger Kandidat ins Parlament zurück und wurde von Premierminister Manasseh Sogavare im Oktober 2015 als Minister for Infrastructure Development ernannt. Daraufhin schloss er sich der People’s Alliance Party an. Am 4. August 2017 wurde er wieder aus der Regierung geworfen unter dem Vorwurf, er habe nicht genug getan um den schlechten Zustand der Straßen im Land zu verbessern. Er blieb weiterhin Parteimitglied. Drei Wochen später wurde er von der Leadership Code Commission aufgefordert, eine Strafe von SI$ 12.000 für Fehlverhalten im Amt zu zahlen. Er hatte sich schuldig bekannt, seiner eigenen Firma zwei Verträge mit der Regierung zugeschoben zu haben, einen für Straßenunterhaltungsarbeiten und einen, bei dem ein Beladungskran an die Solomon Islands Ports Authority verkauft wurde. Die Strafe bemaß sich auch daran, dass er anfangs die Kommission angelogen hatte, indem er behauptete keine Anteile in einer Firma zu haben.